# Маркова (Ивано-Франковская область)
Ма́ркова (укр. Маркова) — село в Солотвинской поселковой общине Ивано-Франковского района Ивано-Франковской области Украины.
Население по переписи 2001 года составляло 3010 человек. Занимает площадь 14 км². Почтовый индекс — 77770. Телефонный код — 03471.